# فريدريك كلارك ويذرز
فريدريك كلارك ويذرز (بالإنجليزية: Frederick Clarke Withers)‏ هو مهندس معماري أمريكي، ولد في 4 فبراير 1828، وتوفي في 7 يناير 1901.